# Alessandro Covi
Alessandro Covi (Borgomanero, 28 settembre 1998) è un ciclista su strada italiano che corre per l'UAE Team Emirates XRG. Professionista dal 2020, nel 2022 ha vinto una tappa al Giro d'Italia.

## Carriera
Nato a Borgomanero e residente a Taino, dopo essersi imposto in numerose corse fra gli Juniores e gli Under-23, passa professionista nel 2020 con l'UAE Team Emirates. La prima stagione non si rivela tuttavia proficua di risultati e come miglior piazzamento ottiene il secondo posto al Giro dell'Appennino.
Dopo una prima parte di 2021 senza acuti, prende parte al Giro d'Italia, dove conquista due importanti piazzamenti: il secondo posto sul traguardo dell'undicesima frazione, a Montalcino, ed il terzo nella tappa numero quattordici, con arrivo in salita al Monte Zoncolan. In luglio è protagonista alla Clásica San Sebastián, dove coglie la quinta piazza. Sul finire di stagione è protagonista delle corse italiane: al Giro di Sicilia, che conclude terzo in classifica generale (alle spalle di Vincenzo Nibali e Alejandro Valverde) e come miglior giovane. È secondo alla Coppa Bernocchi, nono alla Tre Valli Varesine e terzo alla Coppa Agostoni; la somma di tali piazzamenti gli consente di vincere il Trittico Lombardo. Il 12 febbraio 2022 conquista la sua prima vittoria tra i professionisti alla Vuelta a Murcia.
Il 28 maggio 2022, dopo un allungo sul Pordoi (la Cima Coppi del Giro d'Italia 2022) a 50 km dall'arrivo, arriva da solo al traguardo sulla Marmolada conquistando la sua prima tappa in un grande Giro.

## Palmarès
- 2015 (Juniores)[1]

Trofeo Comune di Gussago
Trofeo Vittorio Giorgi A.M.
3ª tappa Tre Giorni Orobica (Monticelli Brusati > Passo Maniva)
- 2016 (Juniores)[2]

Piccola San Geo
Grand Prix Bati-Metallo
Trofeo Ristorante Da Marchì (cronometro)
Brescia-Montemagno
1ª tappa Tour du Pays de Vaud (Bofflens > Apples)
Montichiari-Roncone
Treviglio-Bracca
4ª tappa Tre Giorni Orobica (Lallio > San Paolo d'Argon)
Trofeo Vittorio Giorgi A.M.
Olgiate-Ghisallo
- 2017 (Team Colpack)[6]

Coppa Cicogna
Trofeo Gavardo Tecmor
- 2018 (Team Colpack)[7]

Gran Premio La Torre
3ª tappa Vuelta al Bidasoa (Orio > Orio)
4ª tappa Vuelta al Bidasoa (Irun > Irun)
Coppa Cicogna
6ª tappa Tour de l'Avenir (Le Blanc > Cérilly)
- 2019 (Team Colpack)[8]

Trofeo Corri per la Mamma - Giucolsi - Coppa dei Laghi Trofeo Almar
- 2022 (UAE Team Emirates, tre vittorie)

Vuelta a Murcia
2ª tappa Vuelta a Andalucía (Archidona > Alcalá la Real)
20ª tappa Giro d'Italia (Belluno > Marmolada)
- 2025 (UAE Team Emirates XRG, due vittorie)

1ª tappa Giro d'Abruzzo (Scerni > Crecchio)
3ª tappa Vuelta a Asturias (Castropol > Vegadeo)

### Altri successi
- 2021 (UAE Team Emirates)

Classifica giovani Giro di Sicilia
Classifica generale Trittico Lombardo
Classifica giovani Ciclismo Cup
- 2022 (UAE Team Emirates)

Classifica a punti Vuelta a Andalucía

## Piazzamenti

### Grandi Giri
- Giro d'Italia

2021: 38º
2022: 45º
2023: non partito (12ª tappa)

### Classiche monumento
- Milano-Sanremo

2021: 38º
2022: 72º
2023: ritirato
2024: 115º
- Giro delle Fiandre

2024: ritirato
- Giro di Lombardia

2020: ritirato
2022: ritirato

### Competizioni mondiali
- Campionati del mondo

Doha 2016 - Cronometro Junior: 32º
Innsbruck 2018 - In linea Under-23: 69º
Yorkshire 2019 - In linea Under-23: 48º

### Competizioni europee
- Campionati europei

Plumelec 2016 - In linea Junior: 45º